# Bahrains Grand Prix 2024
Bahrains Grand Prix 2024 (officielt navn: Formula 1 Gulf Air Bahrain Grand Prix 2024) var et Formel 1-løb, som blev kørt den 2. marts 2024 på Bahrain International Circuit. Det var det første løb i Formel 1-sæsonen 2024.

## Kvalifikation
| Pos.               | Nr. | Kører             | Konstruktør                  | Del 1    | Del 2    | Del 3    | Grid |
| ------------------ | --- | ----------------- | ---------------------------- | -------- | -------- | -------- | ---- |
| 1                  | 1   | Max Verstappen    | Red Bull Racing-Honda RBPT   | 1.30,031 | 1.29,374 | 1.29,179 | 1    |
| 2                  | 16  | Charles Leclerc   | Ferrari                      | 1.30,243 | 1.29,165 | 1.29,407 | 2    |
| 3                  | 63  | George Russell    | Mercedes                     | 1.30,350 | 1.29,922 | 1.29,485 | 3    |
| 4                  | 55  | Carlos Sainz, Jr. | Ferrari                      | 1.29,909 | 1.29,573 | 1.29,507 | 4    |
| 5                  | 11  | Sergio Pérez      | Red Bull Racing-Honda RBPT   | 1.30,221 | 1.29,932 | 1.29,537 | 5    |
| 6                  | 14  | Fernando Alonso   | Aston Martin Aramco-Mercedes | 1.30,179 | 1.29,801 | 1.29,542 | 6    |
| 7                  | 4   | Lando Norris      | McLaren-Mercedes             | 1.30,143 | 1.29,941 | 1.29,614 | 7    |
| 8                  | 81  | Oscar Piastri     | McLaren-Mercedes             | 1.30,531 | 1.30,122 | 1.29,683 | 8    |
| 9                  | 44  | Lewis Hamilton    | Mercedes                     | 1.30,451 | 1.29,718 | 1.29,710 | 9    |
| 10                 | 27  | Nico Hülkenberg   | Haas-Ferrari                 | 1.30,566 | 1.29,851 | 1.30,502 | 10   |
| 11                 | 22  | Yuki Tsunoda      | RB-Honda RBPT                | 1.30,481 | 1.30,129 | N/A      | 11   |
| 12                 | 18  | Lance Stroll      | Aston Martin Aramco-Mercedes | 1.29,965 | 1.30,200 | N/A      | 12   |
| 13                 | 23  | Alexander Albon   | Williams-Mercedes            | 1.30,397 | 1.30,221 | N/A      | 13   |
| 14                 | 3   | Daniel Ricciardo  | RB-Honda RBPT                | 1.30,562 | 1.30,278 | N/A      | 14   |
| 15                 | 20  | Kevin Magnussen   | Haas-Ferrari                 | 1.30,646 | 1.30,529 | N/A      | 15   |
| 16                 | 77  | Valtteri Bottas   | Kick Sauber-Ferrari          | 1.30,756 | N/A      | N/A      | 16   |
| 17                 | 24  | Zhou Guanyu       | Kick Sauber-Ferrari          | 1.30,757 | N/A      | N/A      | 17   |
| 18                 | 2   | Logan Sargeant    | Williams-Mercedes            | 1.30,770 | N/A      | N/A      | 18   |
| 19                 | 31  | Esteban Ocon      | Alpine-Renault               | 1.30,793 | N/A      | N/A      | 19   |
| 20                 | 10  | Pierre Gasly      | Alpine-Renault               | 1.30,948 | N/A      | N/A      | 20   |
| 107%-tid: 1.36,202 |     |                   |                              |          |          |          |      |
| Kilde:             |     |                   |                              |          |          |          |      |

## Resultat
| Pos.                                                               | Nr. | Kører             | Konstruktør                  | Omgange | Tid/Udgået  | Startpos. | Point |
| ------------------------------------------------------------------ | --- | ----------------- | ---------------------------- | ------- | ----------- | --------- | ----- |
| 1                                                                  | 1   | Max Verstappen    | Red Bull Racing-Honda RBPT   | 57      | 1:31.44,742 | 1         | 261   |
| 2                                                                  | 11  | Sergio Pérez      | Red Bull Racing-Honda RBPT   | 57      | +22,457     | 5         | 18    |
| 3                                                                  | 55  | Carlos Sainz, Jr. | Ferrari                      | 57      | +25,110     | 4         | 15    |
| 4                                                                  | 16  | Charles Leclerc   | Ferrari                      | 57      | +39,669     | 2         | 12    |
| 5                                                                  | 63  | George Russell    | Mercedes                     | 57      | +46,788     | 3         | 10    |
| 6                                                                  | 4   | Lando Norris      | McLaren-Mercedes             | 57      | +48,458     | 7         | 8     |
| 7                                                                  | 44  | Lewis Hamilton    | Mercedes                     | 57      | +50,324     | 9         | 6     |
| 8                                                                  | 81  | Oscar Piastri     | McLaren-Mercedes             | 57      | +56,082     | 8         | 4     |
| 9                                                                  | 14  | Fernando Alonso   | Aston Martin Aramco-Mercedes | 57      | +1.14,887   | 6         | 2     |
| 10                                                                 | 18  | Lance Stroll      | Aston Martin Aramco-Mercedes | 57      | +1.33,216   | 12        | 1     |
| 11                                                                 | 24  | Zhou Guanyu       | Kick Sauber-Ferrari          | 56      | +1 omgang   | 17        |       |
| 12                                                                 | 20  | Kevin Magnussen   | Haas-Ferrari                 | 56      | +1 omgang   | 15        |       |
| 13                                                                 | 3   | Daniel Ricciardo  | RB-Honda RBPT                | 56      | +1 omgang   | 14        |       |
| 14                                                                 | 22  | Yuki Tsunoda      | RB-Honda RBPT                | 56      | +1 omgang   | 11        |       |
| 15                                                                 | 23  | Alexander Albon   | Williams-Mercedes            | 56      | +1 omgang   | 13        |       |
| 16                                                                 | 27  | Nico Hülkenberg   | Haas-Ferrari                 | 56      | +1 omgang   | 10        |       |
| 17                                                                 | 31  | Esteban Ocon      | Alpine-Renault               | 56      | +1 omgang   | 19        |       |
| 18                                                                 | 10  | Pierre Gasly      | Alpine-Renault               | 56      | +1 omgang   | 20        |       |
| 19                                                                 | 77  | Valtteri Bottas   | Kick Sauber-Ferrari          | 56      | +1 omgang   | 16        |       |
| 20                                                                 | 2   | Logan Sargeant    | Williams-Mercedes            | 56      | +1 omgang   | 18        |       |
| Hurtigste omgang: Max Verstappen (Red Bull) - 1.32,608 (omgang 39) |     |                   |                              |         |             |           |       |
| Kilde:                                                             |     |                   |                              |         |             |           |       |

Noter:
↑1 - Inkluderer point for hurtigste omgang.

## Stilling i mesterskaberne efter løbet
| Pos. | Kører            | Point |
| ---- | ---------------- | ----- |
| 1    | Max Verstappen   | 26    |
| 2    | Sergio Pérez     | 18    |
| 3    | Carlos Sainz Jr. | 15    |
| 4    | Charles Leclerc  | 12    |
| 5    | George Russell   | 10    |

| Pos. | Konstruktør           | Point |
| ---- | --------------------- | ----- |
| 1    | Red Bull-Honda RBPT   | 44    |
| 2    | Ferrari               | 27    |
| 3    | Mercedes              | 16    |
| 4    | McLaren-Mercedes      | 12    |
| 5    | Aston Martin-Mercedes | 3     |